# Ui-dong
Ui-dong (koreanska: 우이동)  är en stadsdel i huvudstaden Seoul i Sydkorea.  Den ligger i stadsdistriktet Gangbuk-gu. 